# Кубок Австрії з футболу 1977—1978
Кубок Австрії з футболу 1977–1978 — 44-й розіграш кубкового футбольного турніру в Австрії. Титул вчетверте здобув Ваккер (Інсбрук).

## Календар
| Раунд        | Дата                      | Матчі | Клуби   |
| ------------ | ------------------------- | ----- | ------- |
| Перший раунд | 6-7 серпня 1977           | 22    | 54 → 32 |
| 1/16 фіналу  | 26 жовтня - 8 грудня 1977 | 16    | 32 → 16 |
| 1/8 фіналу   | 18-26 грудня 1977         | 8     | 16 → 8  |
| 1/4 фіналу   | 7-14 березня 1978         | 4     | 8 → 4   |
| 1/2 фіналу   | 19 квітня 1978            | 2     | 4 → 2   |
| Фінал        | 26 квітня/6 травня 1978   | 2     | 2 → 1   |

## Перший раунд
| Команда 1             | Рахунок      | Команда 2                |
| --------------------- | ------------ | ------------------------ |
| 6-7 серпня 1977       |              |                          |
| Кундль (3)            | 1:3          | АШК Зальцбург (2)        |
| Галлайнер (3)         | 0:2          | ВШГ Ваттенс (3)          |
| Рапід (Лієнц) (4)     | 1:2          | Аустрія (Зальцбург) (2)  |
| Ретія (Блуденц) (3)   | 3:1 дч       | Аустрія (Лустенау) (3)   |
| Донавіц (Леобен) (2)  | 3:1          | Уніон Вельс (3)          |
| Фронлайтен (4)        | 4:5          | Вольфсбергер (3)         |
| АТУШ Бернбах (4)      | 2:3 дч       | Аустрія (Клагенфурт) (2) |
| Траун (3)             | 2:1 дч       | Електра (Відень) (3)     |
| Белерверк (3)         | 1:3 дч       | Айзенштадт (2)           |
| Брунн-ам-Гебірге (3)  | 2:4          | Нойзідль (3)             |
| Гайд Штоккерау (2)    | 6:1          | Баденер (3)              |
| ШКА Санкт-Файт (2)    | 3:1          | Санкт-Магдалена (3)      |
| Шпітталь (4)          | 0:2          | Філлахер (2)             |
| Флорідсдорфер (3)     | 3:0          | Кремсер (3)              |
| Слован (Відень) (4)   | 0:3          | Тульн (2)                |
| Лудеш (4)             | 0:3          | Зальцбургер 1914 (3)     |
| Гредіг (3)            | 2:1          | ФК Дорнбірн (2)          |
| Брук/Лейта (4)        | 0:2          | ШФ Санкт-Файт (2)        |
| Лейтгапродершдорф (4) | 1:2          | Вінер-Нойштадт (2)       |
| Рід (3)               | 0:0 пен. 2:4 | Капфенберг (2)           |
| Єнбах (3)             | 2:4          | Шварц-Вайсс Брегенц (2)  |
| Кіттзее (2)           | 1:1 пен. 1:4 | Зіммерингер (2)          |

## 1/16 фіналу
| Команда 1                | Рахунок | Команда 2               |
| ------------------------ | ------- | ----------------------- |
| 26 жовтня 1977           |         |                         |
| Гредіг (3)               | 0:2     | Грацер                  |
| Ретія (Блуденц) (3)      | 1:4 дч  | АШК Зальцбург (2)       |
| 29 жовтня 1977           |         |                         |
| Аустрія (Зальцбург) (2)  | 4:0     | Зальцбургер 1914 (3)    |
| Філлахер (2)             | 4:1     | ВШГ Ваттенс (3)         |
| ШФ Санкт-Файт (2)        | 5:2     | Шварц-Вайсс Брегенц (2) |
| 1 листопада 1977         |         |                         |
| Нойзідль (3)             | 2:0     | Траун (3)               |
| 15 листопада 1977        |         |                         |
| Аустрія (Клагенфурт) (2) | 2:3 дч  | ФОЕСТ (Лінц)            |
| 8 грудня 1977            |         |                         |
| Флорідсдорфер (3)        | 2:1 дч  | Вінер Шпорт-Клуб        |
| Донавіц (Леобен) (2)     | 1:2 дч  | Ваккер (Інсбрук)        |
| Вінер-Нойштадт (2)       | 1:2     | Аустрія (Відень)        |
| Вольфсбергер (3)         | 0:1     | Штурм                   |
| Капфенберг (2)           | 4:0     | Айзенштадт (2)          |
| Гайд Штоккерау (2)       | 0:2     | Рапід (Відень)          |
| ШКА Санкт-Файт (2)       | 0:1     | ЛАСК Лінц               |
| Тульн (2)                | 0:3     | Ферст Вієнна            |
| Зіммерингер (2)          | 1:2     | Адміра/Ваккер           |

## 1/8 фіналу
| Команда 1               | Рахунок      | Команда 2         |
| ----------------------- | ------------ | ----------------- |
| 18 грудня 1977          |              |                   |
| Аустрія (Зальцбург) (2) | 3:1          | Нойзідль (3)      |
| 21 грудня 1977          |              |                   |
| Штурм                   | 0:1          | Ваккер (Інсбрук)  |
| 22 грудня 1977          |              |                   |
| Грацер                  | 3:1          | Флорідсдорфер (3) |
| 26 грудня 1977          |              |                   |
| ФОЕСТ (Лінц)            | 5:0          | АШК Зальцбург (2) |
| Ферст Вієнна            | 0:0 пен. 4:5 | ШФ Санкт-Файт (2) |
| Капфенберг (2)          | 1:1 пен. 5:6 | Рапід (Відень)    |
| Філлахер (2)            | 1:3          | ЛАСК Лінц         |
| Аустрія (Відень)        | 5:0          | Адміра/Ваккер     |

## 1/4 фіналу
| Команда 1               | Рахунок | Команда 2        |
| ----------------------- | ------- | ---------------- |
| 7 березня 1978          |         |                  |
| Аустрія (Зальцбург) (2) | 3:2     | Грацер           |
| ЛАСК Лінц               | 0:2     | Ваккер (Інсбрук) |
| 8 березня 1978          |         |                  |
| ШФ Санкт-Файт (2)       | 2:4     | Аустрія (Відень) |
| 14 березня 1978         |         |                  |
| ФОЕСТ (Лінц)            | 2:0     | Рапід (Відень)   |

## 1/2 фіналу
| Команда 1               | Рахунок      | Команда 2        |
| ----------------------- | ------------ | ---------------- |
| 19 квітня 1978          |              |                  |
| Аустрія (Зальцбург) (2) | 0:0 пен. 3:4 | ФОЕСТ (Лінц)     |
| Ваккер (Інсбрук)        | 2:0          | Аустрія (Відень) |

## Фінал
| Команда 1               | Заг. | Команда 2        | 1-й матч | 2-й матч |
| ----------------------- | ---- | ---------------- | -------- | -------- |
| 26 квітня/6 травня 1978 |      |                  |          |          |
| ФОЕСТ (Лінц)            | 2:3  | Ваккер (Інсбрук) | 1:1      | 1:2      |

### Перший матч
| 26 квітня 1978 |

| ФОЕСТ (Лінц) | 1:1      | Ваккер (Інсбрук) |
| ------------ | -------- | ---------------- |
| Пелль 32'    | Протокол | Вельцль 64'      |

| Лінцер, Лінц Глядачів: 8 000 Арбітр: Адольф Матіас |

### Повторний матч
| 6 травня 1978 |

| Ваккер (Інсбрук)      | 2:1      | ФОЕСТ (Лінц) |
| --------------------- | -------- | ------------ |
| Шварц 7' Конкілія 43' | Протокол | Гагмайр 5'   |

| Тіволі, Інсбрук Глядачів: 8 500 Арбітр: Франц Верер |